# 反射損失
反射損失 (return loss) は、高周波回路の1つのポートについて、入力電力に対する反射電力の比をdB (デシベル)であらわしたものである。

## 定義
高周波回路の1つのポートに入力される電力の平方根 (入射波; incident power wave) を {\displaystyle a_{1}}、そのポートから反射される電力の平方根 (反射波; reflected power wave) を {\displaystyle b_{1}} とすると、反射損失 {\displaystyle RL} は、
{\displaystyle RL=-20\log _{10}\left|{\frac {b_{1}}{a_{1}}}\right|}
となる。

## その他の関係
Sパラメータの {\displaystyle S_{11}} は、特性インピーダンス {\displaystyle Z_{0}} と 入力インピーダンス {\displaystyle Z_{L}} との間に、
{\displaystyle S_{11}={\frac {b_{1}}{a_{1}}}={\frac {Z_{L}-Z_{0}}{Z_{L}+Z_{0}}}}
の関係があるため、反射損失 {\displaystyle RL} は、
{\displaystyle RL=-20\log _{10}\left|S_{11}\right|=-20\log _{10}\left|{\frac {b_{1}}{a_{1}}}\right|=-20\log _{10}\left|{\frac {Z_{L}-Z_{0}}{Z_{L}+Z_{0}}}\right|}
となる。